# Joncherey
Joncherey – miejscowość i gmina we Francji, w regionie Burgundia-Franche-Comté, w departamencie Territoire de Belfort.
Według danych na rok 1990 gminę zamieszkiwało 1300 osób, a gęstość zaludnienia wynosiła 251 osób/km² (wśród 1786 gmin Franche-Comté Joncherey plasuje się na 124. miejscu pod względem liczby ludności, natomiast pod względem powierzchni na miejscu 792.).